# تونی دان

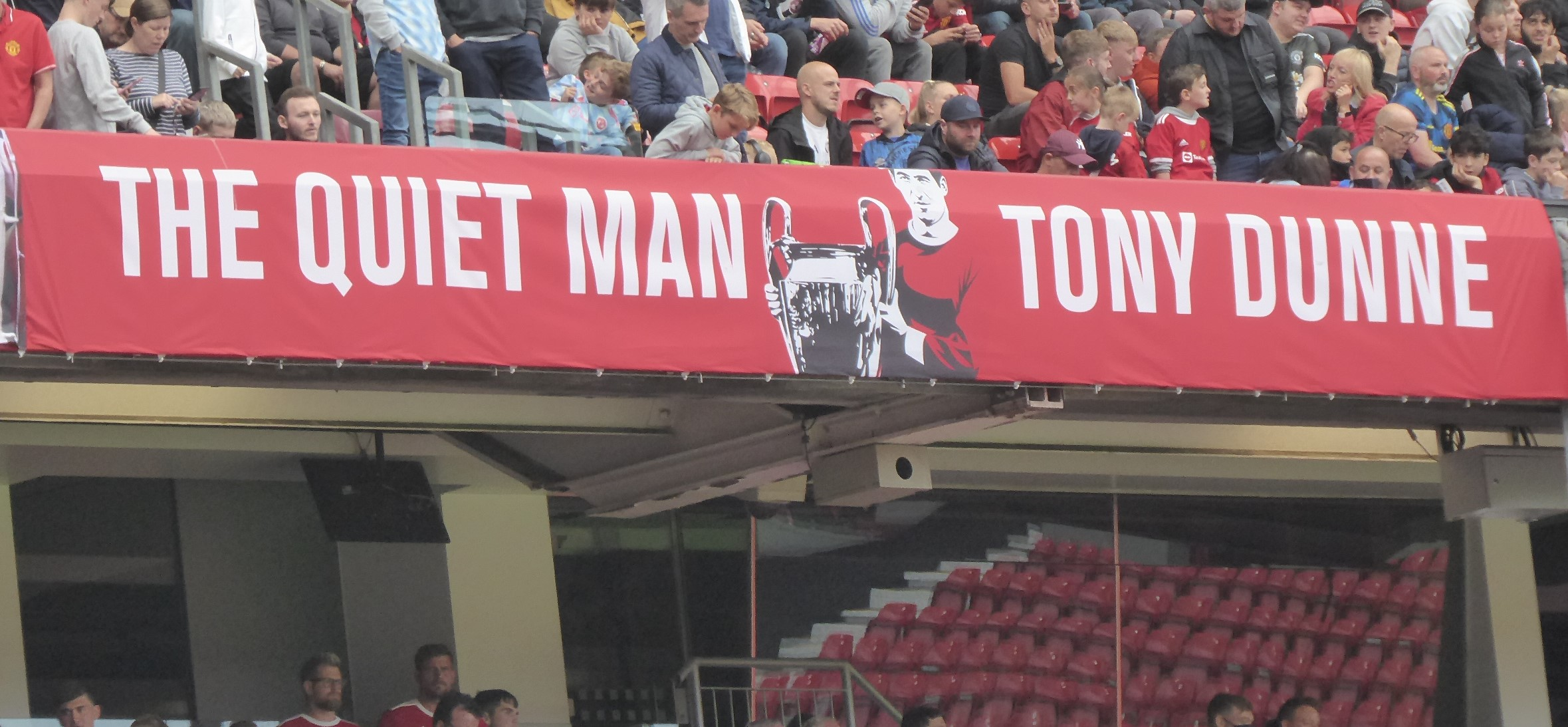
بنر یادبود آنتونی دان در اولدترافورد - ۲۰۲۱

آنتونی پیتر دان (به انگلیسی: Anthony Peter Dunne) (زاده ۲۴ ژوئیه ۱۹۴۱ – درگذشته ۸ ژوئن ۲۰۲۰) بازیکن سابق اهل ایرلند بود. پست معمول وی دفاع چپ بود. او ۳۳ بازی ملی در کارنامه داشت و در سال ۱۹۶۸ به عنوان بازیکن سال فوتبال ایرلند انتخاب شد.
دان فوتبالش را در تیم شلبورن آغاز کرد و بعد از دو فصل به منچستر یونایتد پیوست. در طول ۱۳ سال حضور او در یونایتد، در ۵۳۰ بازی برای منچستر یونایتد به میدان رفت و افتخارات زیادی از جمله قهرمانی در جام باشگاه‌های اروپای سال ۱۹۶۸ را به دست آورد.
در سال ۲۰۱۱، باشگاه منچستر یونایتد ۴ مدال او ، از جمله مدال قهرمانی در جام باشگاه‌های اروپا را، در حراجی به قیمت ۴۴،۰۰۰ پوند خریداری کرد.
وی در تاریخ ۸ ژوئن ۲۰۲۰ درگذشت.